# Anales de primavera y otoño

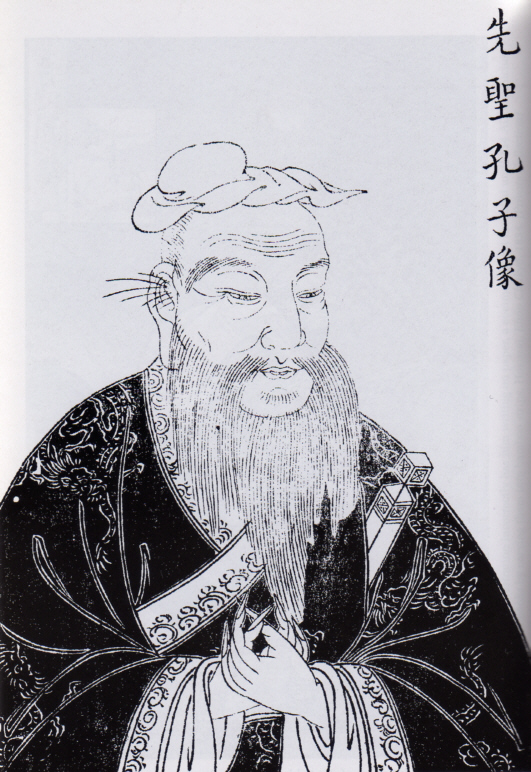
Retrato de Confucio como erudito. Dinastía Qing.

Los Anales de primavera y otoño (en chino, 春秋; pinyin, Chūnqiū; Wade-Giles, Ch'un1ch'iu1) son uno de los más antiguos textos históricos chinos, atribuidos tradicionalmente a Confucio, incluido en la lista de los Cinco Clásicos. Se trata de una relación de acontecimientos que recoge el reinado de los doce duques del estado de Lu, del 722 al 481 a. C., ordenados por estaciones (de ahí su nombre).

## Primaveras y Otoños
No existe prueba alguna de la autoría de los Anales de primavera y otoño, pero tanto la tradición, que se remonta hasta Mencio, en el siglo IV, así como las labores a las que Confucio se dedicaba hacen probable que fuera él quien contribuyera o finalizara el texto. 
Chengley dice en La historia de Confucio que éste consideraba los primeros años de Zhou occidental como el mejor tiempo, el modelo para cambiar la sociedad de su tiempo. Por ello y para preparar a sus seguidores en la distinción de lo correcto y lo incorrecto, Confucio reunió sistemáticamente todos los registros históricos sueltos, comenzando por el año 722 a. C. (año en que comenzó el duque Yin de Lu) hasta el 481 a. C. (décimo cuarto año del reino del duque Ai de Lu).
La crónica da nombre a todo el periodo cubierto por los años que registra, todavía bajo la soberanía de la dinastía Zhou, y consiste en una anotación minuciosa de nacimientos, matrimonios y muertes, sucesión de gobernantes, victorias y derrotas, sequías, hambrunas, inundaciones, eclipses... pero sin ningún comentario que interprete explícitamente los datos. Esto hace que la «ejemplaridad» de la obra resulte enigmática para el lector moderno; su virtud «disuasoria» derivaría del juicio de la posteridad hacia las maldades cometidas que registraba.

### Comentarios
Entre los clásicos del confucianismo se cuentan tres comentarios a los Anales de primavera y otoño: el Zuo Zhuan (Comentario de Zuo), el Gongyang Zhuan (Comentario de Gongyang) y el Guliang Zhuan (Comentario de Guliang).